# Schönhorst
Schönhorst là một đô thị thuộc huyện Rendsburg-Eckernförde, trong bang Schleswig-Holstein, nước Đức. Đô thị Schönhorst có diện tích 3,55 km², dân số thời điểm 31 tháng 12 năm 2006 là 316 người.